# سیارک ۱۶۱۵۴۶
سیارک ۱۶۱۵۴۶ (به انگلیسی: 161546 Schneeweis، نامگذاری:2004XT16) صد و شصت و یک هزار و پانصد و چهل و ششمین سیارک کشف شده‌است که در ۱۰ دسامبر ۲۰۰۴ کشف شد.